# Michaelis & Eggerding

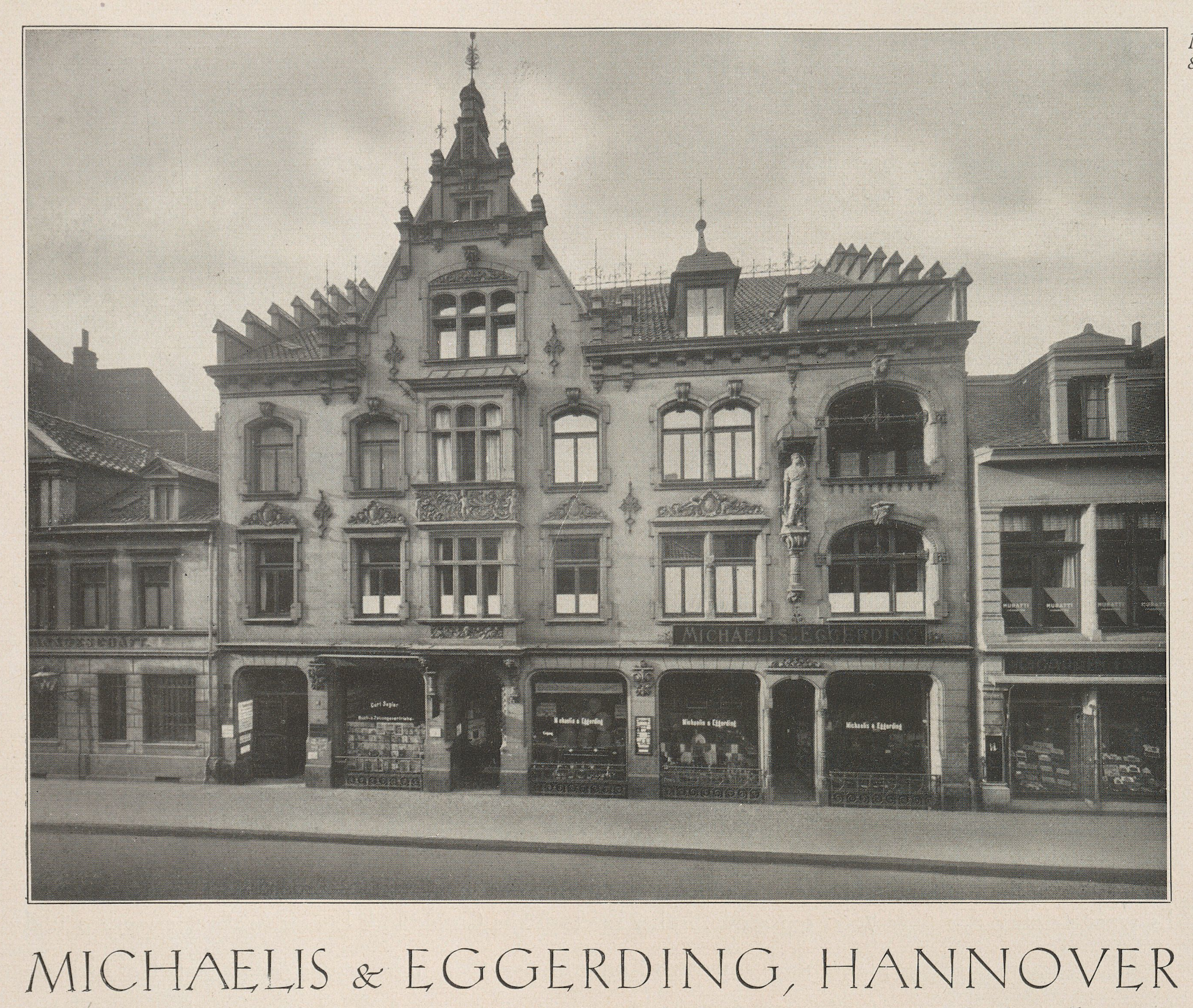
Die eklektizistische Fassade des im Jahr 1900 in der Andreaestraße 9 in Betrieb genommen Geschäftshaus mit einem Schmied als Bauschmuck

Michaelis & Eggerding war eine im 19. Jahrhundert in Hannover gegründete Groß- und Einzelhandels-Gesellschaft insbesondere für Baubeschläge und Metallwaren.

## Geschichte
Das Unternehmen wurde am 1. April 1888 im Haus Windmühlenstraße 2 B von Hermann Michaelis und Carl Eggerding gegründet mit Schwerpunkten zunächst auf Fenster- und Türbeschlägen, ergänzt um Eisenwaren wie etwa Kochmaschinen und Gittern. Schon kurz nach Eröffnung wurden die Geschäftsräume in der Windmühlenstraße erheblich erweitert.

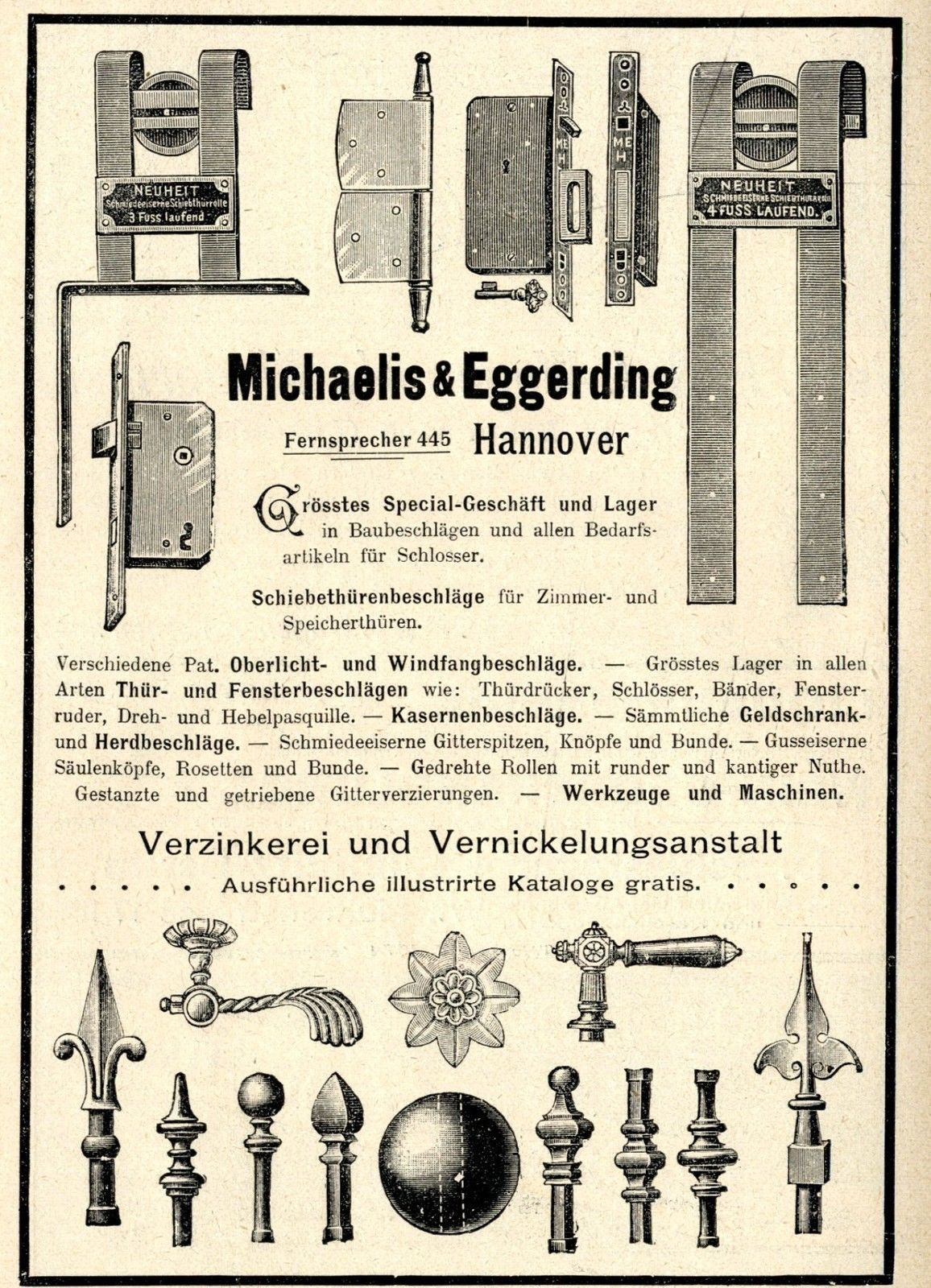
Illustration zur Berliner Gewerbeausstellung 1896, darin Türschlösser mit dreiblättrigem Kleeblatt und den Buchstaben M E H

Überregionale Bekanntheit erlangte die Firma durch den reisenden Vertriebler Michaelis, aber auch durch großformatig illustrierte Werbeanzeigen wie etwa zur Berliner Gewerbeausstellung 1896, zu der Michaelis & Eggerding als „größtes Spezialgeschäft und Lager“ für vielfach patentierte Beschläge etwa für Oberlichter, Windfänge und Geldschränke warb. Zum Portfolio zählten auch Türdrücker, Schlösser und gestanzte oder getriebene Gitterverzierungen, Werkzeuge und Maschinen. Für die Wetterbeständigkeit von Eisenteilen etwa für Metallgitter und -zäune sorgte eine eigene Verzinkerei und Vernickelungsanstalt.

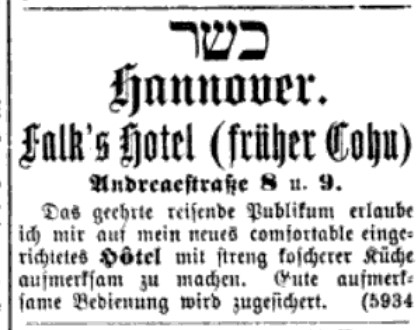
„Falk's Hotel (früher Cohn)“ mit koscherer Küche wich 1899 dem Neubau für Michaelis & Eggerding;
Anzeige in Der Israelit, 1888

1899 meldete die Gesellschaft eine „elektrische Weckvorrichtung“ zum Patent an und erwarb zwecks Expansion im selben Jahr die Häuser Andreaestraße 8 und 9, um dort nach Abriss und Neubau ab dem 1. August 1900 ein eigenes Geschäftshaus zu betreiben. Dort wurde sie auch als Manufaktur für elektrische Apparate bekannt. Das Produkt-Portfolio bald um „Artikel für Haustelegraphie und Telefonie“ erweitert, dann auch um Möbelbeschläge, Tischlerei-Bedarf und Werkzeuge.
Nach dem Tod von Carl Eggerding am 10. Dezember 1900 blieben dessen Erben zunächst Mitinhaber, bis Hermann Eggerding ab dem 1. Oktober 1909 das Unternehmen als Alleininhaber führte. Bis zu seinem Tod am 19. April 1914 konnte er seine Produkte insbesondere für öffentlichen Großbauten wie die Stadthalle oder das Neue Rathaus liefern. Seine Witwe führte anschließend die Geschäfte fort, ab 1. Oktober 1918 Ernst Michaelis als Teilhaber und Geschäftsführer.
Neben frühen, illustrierten Katalogen und Prospekten beispielsweise über „Antifriktions-Schiebethürrollen“ gab das Unternehmen beispielsweise 1907 einen vom Jugendstil geprägten Katalog über in Bronze oder Messing ausgeführte Türknöpfe und -griffe, Handläufer, Briefeinwürfe, Huthaken und Fensterbasküle, aber auch Import-Produkte wie amerikanische Yale-Sicherheitsschlösser heraus. Nach Beteiligungen wie etwa an der Ausstellung für das Baufach und Wohnungswesen 1912 trat das Unternehmen nach dem Ersten Weltkrieg vor allem durch verschiedene Musterbücher hervor.

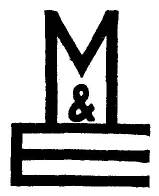
Logo von 1930 mit den Buchstaben „M & E“

Anfang März 1930 meldete das Unternehmen das Warenzeichen M & E zum Schutz an.
In der Nacht vom 8. auf den 9. Oktober 1943 wurden durch die Luftangriffe auf Hannover im Zweiten Weltkrieg das Geschäftshaus wie auch der Betrieb – ähnlich wie in den umliegenden Karrees – durch Fliegerbomben totalzerstört; lediglich im Bereich des Hinterhofes der Immobilie blieben Strukturen zum Teil erhalten.
In der frühen Nachkriegszeit erfolgte der Verkauf behelfsweise in Herrenhausen sowie im Haus Georgstraße 11. Der im ersten Bauabschnitt vorbereitete Wiederaufbau der Lager und Büroräume an alter Stelle diente ab Oktober 1950 der Betriebsfortführung.
Die zuletzt als GmbH geführte Firma mit dem Zweck „Einzelhandel und Großhandel mit Baubeschlägen, Eisenwaren und Bauelementen sowie Werkzeugen aller Art“ und der Erweiterung im Sinne von „Beteiligung an anderen Unternehmen gleicher oder ähnlicher Art“ wurde später Teil der Knoke-Heizung-Sanitär Geschäftsführungs GmbH in Salzhemmendorf und am 15. Oktober 2018 aus dem Handelsregister gelöscht.